# VTV9
VTV9 là kênh truyền hình quốc gia khu vực Đông Nam Bộ của Đài Truyền hình Việt Nam, nằm trong hệ thống 9 kênh truyền hình quảng bá của Đài Truyền hình Việt Nam. Kênh được phát sóng với thời lượng 24/7, có nội dung phong phú bao gồm các chương trình tin tức, chuyên mục, thể thao, giải trí được xây dựng dựa trên chất liệu và thị hiếu khán giả tại miền Nam. Đồng thời, VTV9 còn sản xuất nhiều chương trình truyền hình trực tiếp các sự kiện lớn của quốc gia tại khu vực Đông Nam Bộ để phát sóng trực tiếp trên các kênh truyền hình của VTV.
VTV9 được phát sóng quảng bá miễn phí trên vệ tinh Vinasat-1, hạ tầng truyền hình tương tự mặt đất tại khu vực Đông Nam Bộ, truyền hình số mặt đất tại những nơi VTV phủ sóng số mặt đất, hạ tầng truyền hình trực tuyến. Trên các dịch vụ truyền hình trả tiền khác, VTV9 được phát sóng khóa mã.
Trước năm 2016, VTV9 đóng vai trò là kênh truyền hình khu vực của VTV, lên sóng từ năm 2007 với đối tượng khán giả thuộc khu vực Thành phố Hồ Chí Minh, khu vực miền Đông Nam Bộ và Bắc Sông Hậu. Từ ngày 1 tháng 1 năm 2016, thực hiện Đề án Quy hoạch Báo chí Quốc gia, kênh VTV9 được sáp nhập với kênh VTV Cần Thơ 1 thành kênh truyền hình quốc gia VTV9, hướng tới khán giả toàn khu vực Nam Bộ.
Tổng khống chế của kênh hiện nay được đặt ở Trung tâm truyền hình Việt Nam tại Thành phố Hồ Chí Minh (trụ sở ở Thành phố Hồ Chí Minh).Tín hiệu được truyền từ Trung tâm truyền hình Việt Nam tại Thành phố Hồ Chí Minh tới trụ sở Đài Truyền hình Việt Nam tại Hà Nội, phủ sóng rộng các thành phố trực thuộc khu vực Đông Nam Bộ và phát sóng trên các hạ tầng truyền hình khác nhau phục vụ khán giả cả nước.
Ngày 8 tháng 9 năm 2022, Trung tâm Truyền hình Việt Nam khu vực Nam Bộ đổi tên thành Trung tâm Truyền hình Việt Nam tại Thành phố Hồ Chí Minh, cùng thời điểm Trung tâm Truyền hình Việt Nam tại khu vực Tây Nam Bộ được thành lập.

## Lịch sử hình thành

### VTV9 - Kênh khu vực
Vào lúc 7 giờ sáng ngày 8 tháng 10 năm 2007, kênh truyền hình tổng hợp VTV9 chính thức ra mắt với thời lượng phát sóng từ 06:00 đến 24:00 hàng ngày. Kênh VTV9 lúc đó được phát sóng trên hệ thống Truyền hình cáp Việt Nam tại Thành phố Hồ Chí Minh và truyền hình số vệ tinh DTH, cũng như thông qua truyền hình tương tự. Giống như các kênh truyền hình khu vực khác thời điểm này, VTV9 chủ yếu phát sóng quảng bá ở Thành phố Hồ Chí Minh và khu vực Đông Nam Bộ. Mặc dù mang bản chất là một kênh truyền hình khu vực, VTV9 ngay từ khi lên sóng đã được định hướng là một kênh truyền hình quốc gia.
- 13 tháng 9 năm 2010: VTV9 chính thức được phát sóng quảng bá trên toàn quốc, tuy nhiên vẫn là kênh truyền hình khu vực.
- 1 tháng 1 năm 2011: VTV9 phát sóng với thời lượng từ 06:00 đến 24:00 hàng ngày.
- 11 tháng 7 năm 2013: Kênh được phát sóng với thời lượng 24/7.
- 28 tháng 8 năm 2015: Phát sóng kênh VTV9 HD trên hệ thống Truyền hình cáp Việt Nam, trở thành kênh truyền hình thứ 7 của Đài Truyền hình Việt Nam phát sóng theo chuẩn HD.
- 29 tháng 9 năm 2015: Kênh VTV9 HD được phát sóng quảng bá toàn quốc qua hệ thống truyền hình số mặt đất DVB-T2 do VTV truyền dẫn và được phát sóng trên nhiều hạ tầng truyền hình khác.

### VTV9 - Kênh quốc gia
- 1 tháng 1 năm 2016: Chính thức phát sóng VTV9 - Kênh truyền hình Quốc gia hướng tới khu vực Nam Bộ trên cơ sở sáp nhập 2 kênh khu vực VTV9 và VTV Cần Thơ 1.[6]
- 1 tháng 5 năm 2019: Ra mắt trang web và YouTube VTV9.[12]
- 17 tháng 3 năm 2020: Chính phủ ra Nghị định số 34/2020/NĐ-CP về việc cơ cấu lại các đơn vị trực thuộc của VTV. Trong đó, thành lập Trung tâm THVN tại khu vực Nam Bộ trên cơ sở sáp nhập Trung tâm THVN tại Thành phố Hồ Chí Minh và Trung tâm THVN tại Thành phố Cần Thơ.[13]
- Từ 19 tháng 3 đến hết 30 tháng 4 năm 2020, do ảnh hưởng của đại dịch COVID-19, kênh VTV9 phát sóng từ 05:00 - 24:00. Từ ngày 1 tháng 5 năm 2020, kênh trở lại với thời lượng 24/7.
- 10 tháng 5 năm 2020: Trung tâm Truyền hình Việt Nam tại Thành phố Hồ Chí Minh và Cần Thơ hợp nhất thành Trung tâm Truyền hình Việt Nam khu vực Nam Bộ theo Nghị định 34/2020/NĐ-CP của Chính phủ, có mặt tại khắp các khu vực chủ yếu và quan trọng nhất ở Nam Bộ như Thành phố Hồ Chí Minh và Cần Thơ do Lâm Văn Tư làm Giám đốc Trung tâm.[13]
- 10 tháng 10 năm 2020: Trung tâm Truyền hình Việt Nam khu vực Nam Bộ chuyển trụ sở chính từ số 232/14 đường Võ Thị Sáu, Quận 3, Thành phố Hồ Chí Minh sang tòa nhà số 7B đường Nguyễn Thị Minh Khai, phường Bến Nghé, Quận 1, Thành phố Hồ Chí Minh (nay là Phường Sài Gòn).[14]
- 8 tháng 9 năm 2022: Theo Nghị định 60/2022/NĐ-CP của Chính phủ, Trung tâm Truyền hình Việt Nam khu vực Nam Bộ tách ra và tái thành lập Trung tâm Truyền hình Việt Nam tại Thành phố Hồ Chí Minh khi kênh VTV9 trở thành Kênh Truyền hình quốc gia khu vực Đông Nam Bộ; thành lập Trung tâm Truyền hình Việt Nam khu vực Tây Nam Bộ.[7]

## Thời lượng phát sóng

Logo kênh VTV9 HD (28/08/2015 - 31/12/2015 (HD logo chính, cũ); 01/01/2016 - 31/12/2019; 10/01/2020 - 01/11/2022 (HD, logo chính mới)

### VTV9 - Cũ
- 8 tháng 10, 2007 - 13 tháng 9, 2010: 
  - 05:30 - 12:00, 17:00 - 24:00 hàng ngày.
  - 05:30 - 24:00 hàng ngày.
- 13 tháng 9, 2010 - 1 tháng 1, 2011: 05:30 - 24:00 hàng ngày.
- 1 tháng 1, 2011 - 11 tháng 7, 2013: 06:00 - 24:00 hàng ngày.
- 11 tháng 7, 2013 - 31 tháng 12, 2015: 24/24.

### VTV9 - Mới
- 1 tháng 1, 2016 - 19 tháng 3, 2020 và 1 tháng 5 năm 2020 - nay: 24/24h.
- 19 tháng 3, 2020 - 1 tháng 5, 2020: 05:00 – 24:00 hàng ngày.

## Lãnh đạo

### Hiện tại
| Tên             | Vai trò                                                                |
| --------------- | ---------------------------------------------------------------------- |
| Từ Lương        | Giám đốc Trung tâm Truyền hình Việt Nam tại Thành phố Hồ Chí Minh.     |
| Nguyễn Chí Hùng | Phó Giám đốc Trung tâm Truyền hình Việt Nam tại Thành phố Hồ Chí Minh. |
| Ngô Trường Sơn  | Phó Giám đốc Trung tâm Truyền hình Việt Nam tại Thành phố Hồ Chí Minh. |
| Trần Thanh Minh | Phó Giám đốc Trung tâm Truyền hình Việt Nam tại Thành phố Hồ Chí Minh. |

### Các lãnh đạo trước đây
- Lâm Văn Tư – Nguyên giám đốc Trung tâm Truyền hình Việt Nam khu vực Nam Bộ.
- Lê Vũ Phước – Nguyên phó giám đốc Trung tâm Truyền hình Việt Nam khu vực Nam Bộ.
- Nguyễn Ngọc Hồi – Phó Giám đốc Sở Thông tin và Truyền thông TPHCM, Nguyên Phó Giám đốc Trung tâm Truyền hình Việt Nam tại Thành phố Hồ Chí Minh.
- Lê Nguyên Long – Nguyên Phó Giám đốc Trung tâm Truyền hình Việt Nam tại Thành phố Hồ Chí Minh.

## Hệ thống trụ sở và Văn phòng đại diện
- Trụ sở chính: 7B đường Nguyễn Thị Minh Khai, phường Sài Gòn, Thành phố Hồ Chí Minh.

### Trụ sở và Văn phòng đại diện cũ
- Trụ sở cũ: 232/14 đường Võ Thị Sáu, phường Võ Thị Sáu, Quận 3, Thành phố Hồ Chí Minh.
- Văn phòng đại diện tại Cần Thơ: 407 đường 30 tháng 4, phường Hưng Lợi, Quận Ninh Kiều, Thành phố Cần Thơ.

## Khẩu hiệu
- 8 tháng 10 năm 2007 - 28 tháng 4 năm 2016: Đậm đà bản sắc phương Nam.
- 28 tháng 4 năm 2016 - 1 tháng 1 năm 2020: Kênh truyền hình quốc gia hướng vào khu vực - Bản sắc phương Nam, mang niềm vui đi luôn bên bạn.
- 1 tháng 1 năm 2020 - 22 tháng 9 năm 2024: Nhịp sống phương Nam.
- 22 tháng 9 năm 2024 - nay: Giao thoa văn hóa, tinh hoa hội tụ năm châu.